# Ronald Joseph
Ronald Joseph (Chicago, 9 ottobre 1944) è un ex pattinatore artistico su ghiaccio statunitense.

## Palmarès
Coppie con Vivian Joseph
| Internazionali               | Internazionali | Internazionali | Internazionali | Internazionali | Internazionali | Internazionali |
| Evento                       | 1960           | 1961           | 1962           | 1963           | 1964           | 1965           |
| ---------------------------- | -------------- | -------------- | -------------- | -------------- | -------------- | -------------- |
| Giochi olimpici invernali    |                |                |                |                | 3°             |                |
| Campionati mondiali          |                |                |                | 8°             | 4°             | 2°             |
| North American Championships |                |                |                | 3°             |                | 1°             |
| Nazionali                    |                |                |                |                |                |                |
| Campionati statunitensi      | 2° J.          | 1° J.          | 3°             | 2°             | 2°             | 1°             |
| J. = Junior                  |                |                |                |                |                |                |